# Pedro Fernández de Castro e Andrade

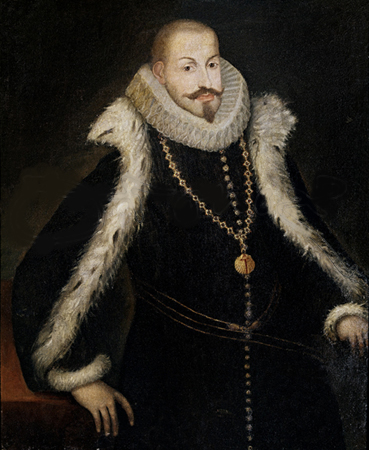
Retrato de Pedro Fernández de Castro e Andrade, VII Conde de Lemos.

Pedro Fernández de Castro, Andrade e Portugal (Monforte de Lemos, 1560 - Madrid, 1622) foi o VII Conde de Lemos, IV Marquês de Sarria, V Conde de Vilalba, III Conde de Andrade e Grande da Espanha de primeira classe. 

## Carreira
Conhecido habitualmente como "O Grande Conde de Lemos", foi Presidente do Conselho de Índias, Vice-rei de Nápoles, Presidente do Conselho Supremo da Itália (segundo o conde de Gondomar o cargo “maior e útil que dava o Rei na Europa”), comendador da  Ordem de Alcântara, e famoso estadista e diplomático espanhol. Embaixador extraordinário em Roma e Alguazil-Mor do Reino da Galiza. Homem de saúde frágil, refugiou-se em Monforte para se recuperar das suas crises; destacou-se pelas suas qualidades como estadista, como intelectual e mecenas, consolidando a tradição na família dos Castro, honrada também pelo seu tio Rodrigo de Castro; é lembrado também pela sua luta em favor dos direitos do Reino da Galiza.

### Presidente do Conselho de Índias
Com 27 anos, tomou posse do seu cargo de Presidente do Conselho de Índias, e Filipe III diria de ele que "Honrou o cargo e honrou-se a si mesmo". A esfera de ação deste organismo compreendia todos os âmbitos político-administrativos dos territórios coloniais espanhóis. O Conde instaurou políticas dirigidas à melhora das gentes sob a sua jurisdição, abrindo vias ao comércio e fomentando o progresso; elabora um Memorial solicitando do rei a liberdade dos indianos,  fundamentando meticulosamente as razões que o levavam a elevar tal petição; a 26 de maio de 1609, Filipe II promulga a real cédula promovendo a medida solicitada. Contudo, a disposição promulgada não tinha a precisão e alcance que o conde desejasse, e numa carta escrita a um dos seus serventes, que devia administrar-lhe rendas deixadas nas Índias, disse-lhe, a respeito dos indianos: 
| “ | Acostumam padecer grandes vexações, tanto por conta dos seus encomendeiros quanto no serviço das obragens. Por reverência de Deus, que vossa mercê mire muito por esses que me tocam e não lhe seja dado nada que venha menos dinheiro a Espanha, a troco de que eles vivam sem agravo e com comodidade. | ” |

Elaborou também durante esse período, a "Relação de governo de Quijós e Matas", um extenso aprovisionamento da província de Quito, conservado na Biblioteca Nacional de Espanha.

### Vice-rei de Nápoles
A  21 de agosto de 1608 foi designado Vice-rei de Nápoles, "cavaleiro muito cordo, embora jovem", diria dele Cabrera. No mesmo ano esteve a ponto de ser nomeado para o Vice-reino de Nova Espanha (atual México); daí os versos de Lope de Vega :
| “ | Quem ao México trouxe O Sol a quem se humilha o mar galego? (Lope de Vega) | ” |

Nesse período o seu secretário pessoal foi Lupercio Leonardo de Argensola; as suas primeiras disposições no cargo encaminharam-se para a segurança dos habitantes de Nápoles e lutar contra os bandoleiros que campavam por todas partes, amedrentando a população; seguidamente, legislou para regular a atividade dos prestamistas e eliminar a usura, para a seguir aligeirar a administração eliminando cargos supérfluos. Lutou por eliminar as enormes desigualdades sociais existentes, com uma política encaminhada a melhorar os mais precisados, e pôs em ordem o caos cronológico, já que coexistiam em Nápoles quatro calendários vigentes.
Em outra ordem de coisas, ergueu a Universidade, o edifício de Escolas Públicas, construiu o Colégio de Jesuítas, e criou a famosa Academia literária "Degli Oziosi", ("Dos ociosos"), dotando-a de uma vastíssima Biblioteca.

### Presidente doConselho Supremo da Itália
A época como presidente do Conselho da Itália, esteve guiada pelo mesmo espírito de tecnocrata e bom administrador ao mesmo tempo que filantropo, mas esteve a vez pontuada pelas intrigas palacianas que se urdiam em torno do conde, e que tinham como protagonista ao seu cunhado, o Duque de Uceda, que, junto ao Conde-Duque de Olivares, conspirava contra o seu pai, o Duque de Lerma, e contra o seu grande protegido, o Conde de Lemos, de tal maneira que conseguia que as contínuas reivindicações do Conde, solicitando o voto nas cortes para a Galiza, foram em vão, o qual provocava a frustração deste último, que acaba renunciando e recluindo-se no seu palácio de Monforte de Lemos, reclusão que mais tarde, voltou-se forçosa, ao perder o favor real, caído em desgraça já o Duque de Lerma.

## Relação com oSéculo de Ouroe mecenato
Em 1598, o conde buscava uma pessoa de valia que lhe ajudasse nos seus assuntos pessoais; deu com Lope de Vega, quem passou ao seu serviço. Assim, um dos escritores de mais relevância do século de ouro tornar-se-ia secretário pessoal do Conde."Eu, que tantas vezes aos seus pés, qual cão fiel, tenho dormido", diria Lope numa célebre epístola. 
Foi um importante mecenas de  grandes escritores  da sua época, como Luis de Góngora (em cuja obra podemos encontrar múltiplos sonetos e poemas dedicados ao conde ou à sua cidade de Monforte) ou Miguel de Cervantes, quem lhe dedicou a sua obra Los trabajos de Persiles y Segismunda, a segunda parte do Quixote, as Novelas exemplares, e  as Comédias e entremeses, além dos irmãos Argensola, e de Quevedo.
São múltiplas as cartas, poemas, dedicatórias e outros testemunhos que revelam o grau de apreço da elite intelectual pelo conde, e através delas é conhecida a amizade, que transcendia a pura relação mecenas-artista, com Cervantes e Lope de Vega entre outros. 
Também o economista napolitano Antonio Serra lhe dedicou a sua obra Breve trattato delle cause che possono far abbondare li regni d'oro e d'argento dove non sono minire ("Breve tratado das causas que podem fazer abundar o ouro e a prata nos reinos que não têm minas", 1613), escrita na prisão (que compartia com o filósofo Tommaso Campanella, por uma conjura para independentizar a Calábria). O Nápoles dessa época foi um centro cultural de primeira ordem, que contava com a presença de artistas da talha de Caravaggio e José de Ribera.

## Obra literária e luta pelos direitos daGaliza
O interesse do VII Conde de Lemos pela literatura levou-o a escrever numerosas cartas de grande valor; mais de duzentas conserva o Arquivo Histórico Nacional, tendo sido perdido a maior parte conhecida por outras fontes, correspondência com os escritores do Século de Ouro. Conservam-se assim mesmo poemas, e é conhecida a sua autoria de várias comédias e obras de teatro, hoje perdidas; sabe-se  com certeza da existência de uma, intitulada "A casa confusa", outra "Expulsão dos Moriscos", e uma terceira que se conhece por uma crônica anônima conservada na Real Academia da História, e da qual se ignora o título.
Além disso figuram as suas obras de corte político-fantástico e na defesa da representatividade e direitos do Reino da Galiza; “História do deputado galego com as demais províncias da Espanha”, e especialmente “A coruja galega fazendo cortes com as demais aves da Espanha”, um alegado de defesa da Galiza no concerto do restante de reinos da coroa espanhola, cujo original conserva-se na Biblioteca Nacional de Espanha. Trata-se de uma sátira política de corte fantástico. Nela representa-se a coruja galega parlamentando num claro da floresta com outras aves ibéricas, que representam de maneira satírica os diferentes reinos e províncias da Espanha. O VII Conde de Lemos, lutou insistentemente para que Galiza tivesse voto nas cortes e não estivesse representada como até então por Zamora, situação considerada humilhante para o velho reino; assim, em 1520, uma comissão da nobreza pediu a Carlos I, uma vez mais, este direito, aduzindo que "Galiza estava sujeita a Zamora, com descrédito da sua grandeza". Tal representação, que Galiza sempre desautorizou, crê-se foi obtida em troca de dinheiro, e numa das ocasiões, ofereceu-lhe ao Reino da Galiza recuperar o seu voto em troca de uma quantidade que não foi possível reunir. De tal forma que não passava ano sem que o conde remetesse os seus escritos e protestos com esta demanda, lamentando-se de que fossem em vão. 
| “ | Entre os seus nenhum sentiu como ele as desgraças da Galiza, nenhum que de melhor vontade se desposasse com as suas esperanças nem se doesse tanto dos seus imerecidos infortúnios. A sua caneta, a sua palavra, a sua influência, as suas riquezas, todo o pôde ao serviço do país galego. Somente por isso deve ser-nos sagrada a sua Memória. | ” |

Em 1602, o município de Santiago de Compostela, enviou-lhe uma representação para "oferecer-lhe tudo o agradecimento que esta cidade possa fazer", e em 1610, em ata do mesmo município, reconhece-o como "a pessoa a cujo cargo está este negócio do voto"; constam nos arquivos municipais as solicitações para "que faça mercê de apertar no negócio do voto".
Finalmente, a sua reivindicação é acolhida a  13 de outubro de 1623, por real carta de Filipe IV, subordinada a que o Reino da Galiza desse cem mil ducados, que se "aplicariam à construção de seis navios precisamente necessários naquela costa"; em ata de sessões da "Junta do Reino da Galiza", foi recolhida uma menção ao trabalho de D. Pedro, sem o qual provavelmente não fosse possível atingir o velho sonho galego. 
Esta luta conduziu à frustração do conde, que no seu momento via as suas esperanças de ganhar o voto na cortes para a Galiza fracassadas em intrigas e conspirações palacianas orquestradas pelo Conde-Duque de Olivares e o  Duque de Uceda, e após manter uma entrevista com o rei, que recolhe Vesteiro Torres, e reproduz o restante de historiadores que trataram o tema, expôs as suas queixas e a desatenção das suas reivindicações, após o qual aduziu: "como não sei viver na corte, peço à sua Majestade licença para me retirar à minha casa da Galiza. E se tiver ofendido à sua majestade, presente está a minha cabeça"; ao qual o rei respondeu "Conde, se quereis retirar-vos, podeis fazê-lo quando quiserdes". O Conde beijou as mãos do rei e sem mais palavra, e após passar, caminho da câmara real, frente do seu cunhado e artífice da conspiração, o Duque de Uceda, sem nem sequer saudá-lo, retirou-se para Monforte, a entregar-se aos seus livros e tertúlias; não isento de amargura, embora o seu sentir figure em cartas remetidas a Bartolomé Leonardo de Argensola, ao que afirma : "Se não podes o que queres, quererás o que podes." "Belos momentos passo com os livros e com encomendar-me a Deus. Tudo é riso." e "Crê-me, assim viverei contente." Durante o seu retiro em Monforte, mantém-se afastado da vida cortesã e diplomática, e, após perder o favor real, dedica-se à melhora das gentes dos seus estados de Lemos, centrando-se em melhorar os ofícios existentes; ferreiros, sapateiros, padeiros ou oleiros. Introduz a indústria da seda em Monforte,  e visita o restante das vilas da sua jurisdição, como Vilalba, além de se entregar à atividade literária. Até 1622, quando recebe a notícia da gravidade do estado de saúde da sua mãe.

## Falecimento

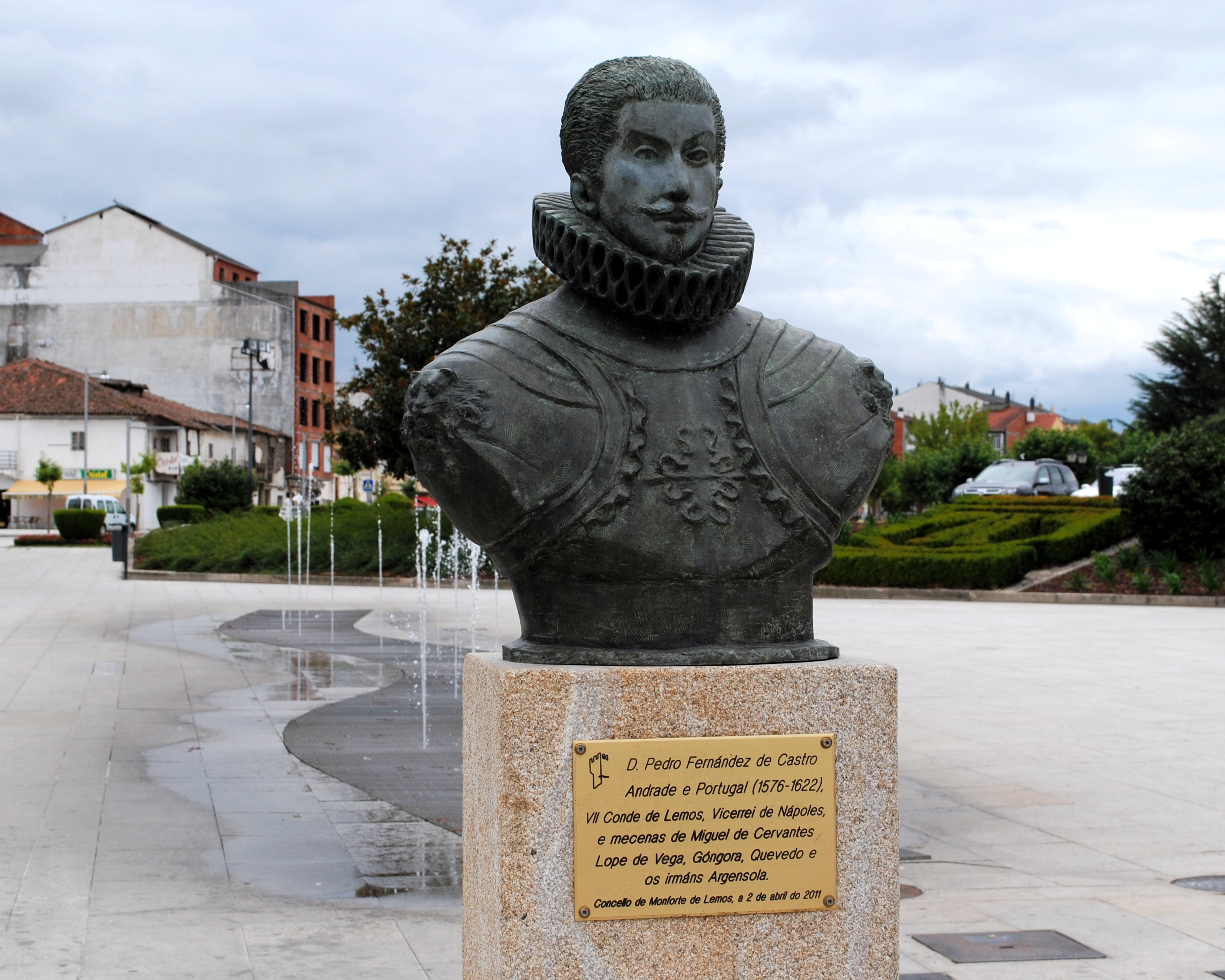
Ao VII Conde de Lemos, en Monforte de Lemos.

A morte do Conde aconteceu em Madrid, aonde acudia para visitar a sua mãe, gravemente enferma. Mas enquanto a sua mãe experimentou melhoria, a débil saúde de D. Pedro deteriorou-se, até o ponto de ser-lhe dada em 18 de setembro a extrema-unção no seu paço da Praça de Santiago.
Às sete da manhã de 19 de outubro de 1622, faleceu no seu paço Madrilenho. O repentino da sua morte deu que falar, e uma hipótese apontou ao envenenamento por parte dos seus rivais, e dos quais alentavam as conspirações contra ele, suscitado entre outras coisas por uma carta de Lope de Vega, na qual, lamentando-se da morte do de Castro, diz: "Muito se tem de falar, e que não é para papel".
Ao dia seguinte, o seu ataúde saiu em louvor de multitude para o Mosteiro das Descalças Reais, portado por cavaleiros da Ordem de Alcântara, da qual era comendador. Levou o hábito branco da ordem, e a sua espada, atualmente conservada na Real Armaria do Palácio de Oriente de Madrid.
Sete anos depois os seus restos foram trasladados para o relicário do Convento de Santa Clara (conhecido como "das Clarisas") de Monforte de Lemos, situado provisoriamente na Rua Falagueira, no que a sua esposa, Catalina da Cerda e Sandoval,  entraria como monja em 1633.
Ignora-se o paradeiro atual dos restos do Conde de Lemos e da sua esposa Catalina. Sabe-se que foram ocultos em algum lugar do Convento de Santa Clara, em Monforte, para salvá-los das pilhagens, saques e destroços em igrejas e conventos durante a invasão francesa.